# Alexandre Mendy (Fußballspieler, 1983)
Alexandre Noël Mendy oder Noël Alexandre Mendy ([nɔ.ɛl a.lɛk.sɑ̃dʁ mændi]; * 14. Dezember 1983 in Paris) ist ein französischer Fußballspieler senegalesischer Herkunft, der als rechtsfüßiger Außenbahnspieler insbesondere auf den Flügelpositionen im Mittelfeld und im Angriff, aber auch als Außenverteidiger eingesetzt werden kann.
Nachdem der Franzose seine Karriere bei verschiedenen Vereinen der Île-de-France begonnen hatte, wechselte er 2003 als 19-Jähriger nach Tschechien, wo er nachfolgend acht Jahre für verschiedene Mannschaften spielte. Nach dem Gewinn des Tschechischen Pokals 2011 wechselte Mendy zunächst nach England und 2012 weiter nach Deutschland, wo er jeweils von Vereinen der dritten Spielklasse verpflichtet wurde.

## Karriere

### Jugend in der Île-de-France
1984 in Paris geboren, erlernte Mendy das Fußballspielen im vor den Toren der Stadt gelegenen Département Yvelines, indem er sich im Alter von acht Jahren zunächst dem FC La Verrière und zwei Jahre später dem OSC Élancourt anschloss. Weitere fünf Jahre später, 1999, wechselte Mendy dann in die Jugendmannschaften des FC Versailles, bei dem er ab 2001 auch in die Männermannschaft übernommen wurde. Dadurch kam Mendy binnen der folgenden zwei Jahre in 34 Partien der regionalen Amateurliga Division d’Honneur (Paris Île-de-France) für Versailles zum Einsatz.

### Anfänge in Příbram und Most
2003 vermittelte Ivan Hašek, zu diesem Zeitpunkt Trainer beim französischen Club Racing Straßburg, Mendy an den tschechischen Erstligisten Marila Příbram, der Mendy unter Vertrag nahm. Zunächst unter Trainer Jozef Chovanec, dann unter dessen Nachfolger František Kopač absolvierte Mendy daraufhin 19 torlose Einsätze für Příbram in der Saison 2003/04, welche die Mannschaft mit dem elften Platz der Tabelle abschloss.
In seinem zweiten Jahr in Příbram gehörte Mendy sowohl unter Kopač, als auch unter dem im Dezember 2004 als Trainer eingesetzten Pavel Tobiáš zu den Leistungsträgern seiner Mannschaft während der Saison 2004/05. Dabei trug er mit insgesamt vier erzielten Tore in 25 Spielen zum Erreichen des neunten Platzes der Abschlusstabelle bei. In der Hinrunde der Saison 2005/06 absolvierte Mendy dann noch weitere 13 Partien für den mittelböhmischen Verein, davon allerdings nur eine über die volle Spielzeit. In der Winterpause wechselte Mendy daher innerhalb der Gambrinus Liga zum erst im Sommer 2005 in diese Liga aufgestiegenen FK SIAD Most. Für den Verein aus dem nordböhmischen Most spielte Mendy daraufhin in 14 Partien der Rückrunde 2005/06 unter Trainer Zdeněk Ščasný gegen den Wiederabstieg in die Druhá Liga. Dabei trug er mit drei erzielten Toren dazu bei, dass sich der Aufsteiger mit dem zehnten Platz der Abschlusstabelle sogar besser als sein vorheriger Verein aus Příbram platzierte.
Für die Saison 2006/07 verpflichtete Most Mendys jüngeren Bruder Vincent, der bereits 2005 ebenfalls nach Tschechien gewechselt war, so dass beide erstmals gemeinsam in einer Profiliga spielten. Während sein Bruder zunächst aber nur einen Einsatz im Ligabetrieb bestritt, spielte Alexandre Mendy in dieser Saison in 22 Partien für Most, in welchen er zudem fünf Tore erzielte. Zu Beginn der Saison 2007/08 lief Mendy dann noch vierfach für Most in der Liga auf, bevor er Ende August 2007 zum tschechischen UEFA-Pokal-Teilnehmer FK Mladá Boleslav wechselte.

### Mendy in Mladá Boleslav
Unter Trainer Luděk Zajíc bestritt Mendy am 2. September 2007 sein erstes Ligaspiel für den Verein aus Mladá Boleslav. Die Mannschaft, die in der Vorsaison noch den dritten Platz belegt hatte, war jedoch schwach in die Saison gestartet, so dass Zajic durch den nun ebenfalls aus Most nach Mladá Boleslav kommenden Ščasný ersetzt wurde. Unter diesem spielte Mendy dann erstmals in einem internationalen Wettbewerb, dem UEFA-Pokal 2007/08, in welchem er in fünf Spielen zwei Tore erzielte. Die Mannschaft schied jedoch in der Gruppenphase aus. In der Liga belegte das Team unterdessen Plätze in der unteren Tabellenhälfte, weshalb Ščasný nach dem 21. Spieltag vom Traineramt zurücktrat und durch Karel Stanner ersetzt wurde. Unter diesem erreichte Mladá Boleslav schließlich noch den siebten Rang der Abschlusstabelle, woran auch Mendy mit seinen insgesamt 23 Saisonspielen Anteil hatte.
In der Folgesaison 2008/09 führte der nun als Trainer fungierende Pavel Hapal Mladá Boleslav wieder in die Spitzengruppe der Gambrinus Liga, drohte zum Saisonende jedoch die Qualifikation für die internationalen Wettbewerbe zu verpassen. Daraufhin übernahm Dušan Uhrin junior das Traineramt, belegte mit der Mannschaft letztlich aber nur den sechsten Rang der Abschlusstabelle. Dabei hatte der Trainerwechsel insbesondere für Mendy, der unter Hapal noch Leistungsträger seines Teams gewesen war und 24 Einsätze in der Startaufstellung absolviert hatte, negative Auswirkungen, denn unter Uhrin wurde er nur noch dreifach eingewechselt.
In der Saison 2009/10 erhielt Mendy seinen Stammplatz zwar zurück, so dass er in 29 der 30 Saisonspiele mitwirkte, doch hatte das erneute Abrutschen ins Mittelfeld der Tabelle während dieser Spielzeit erneut zum Trainerwechsel geführt. 2010/11 spielte Mendy daraufhin abermals unter Karel Stanner in sämtlichen 30 Ligapartien, mit dem fünften Platz der Abschlusstabelle wurde die Qualifikation zu den internationalen Wettbewerben über die Liga aber erneut verpasst. Über den Tschechischen Pokalwettbewerb, den Mladá Boleslav in dieser Spielzeit durch einen Sieg im Elfmeterschießen über Sigma Olomouc gewann, gelang die Qualifikation dann allerdings doch noch. Dabei hatte Mendy auch im Finalspiel mitgewirkt und im Elfmeterschießen seinen Elfmeter verwandelt.

### Über Chesterfield nach Rostock
Im Juli 2011 strebte Mendy einen Wechsel nach England an, wo er zunächst beim Zweitligisten Leeds United teils anonym in Testspielen mitwirkte. Obwohl Leeds noch Anfang August 2011 Interesse an einer Verpflichtung Mendys zeigte, kam es schließlich nicht mehr zu dieser, da der Verein seine Mittel für Spieler auf dringender benötigten Positionen verwenden wollte. Daraufhin absolvierte Mendy beim Drittligisten FC Chesterfield ein Probetraining, in dessen Folge er einen Einjahresvertrag erhielt.
Für Chesterfield lief Mendy daraufhin in 34 Spielen der Saison 2011/12 in der Football League One auf, absolvierte zusätzlich einen Einsatz im FA Cup und spielte zudem mit Chesterfield um die Football League Trophy, welche im Finale gegen Swindon Town gewonnen wurde. Zum Saisonende stand Chesterfield jedoch als Absteiger in die vierte Spielklasse fest, woraufhin der Verein seine komplette Mannschaft ändern musste. Zusammen mit zehn weiteren Spielern wurde Mendy kein neuerliches Vertragsangebot unterbreitet.
Am 10. Juni 2012 verpflichtete Hansa Rostock Mendy, der einen Vertrag über zwei Jahre erhielt. Von Trainer Wolfgang Wolf wurde er daraufhin zu Beginn der Drittliga-Saison 2012/13 im rechten Mittelfeld eingesetzt, bis nach dem achten Spieltag Marc Fascher Trainer wurde. Unter diesem kam Mendy nachfolgend als rechter Außenverteidiger zum Einsatz, wodurch er schließlich in 35 der 38 Saisonspiele mitgewirkt und dadurch Rick Geenen aus der Mannschaft verdrängt hatte. Statt um den direkten Wiederaufstieg spielten die erst in der vorhergehenden Saison aus der 2. Bundesliga abgestiegenen Rostocker allerdings gegen den drohenden Abstieg in die Viertklassigkeit, der erst am vorletzten Spieltag abgewendet wurde.

### Von Rostock nach Saarbrücken
Nach dem Vertragsende in Rostock wechselte Mendy zum 1. FC Saarbrücken. Dort spielte er 114 Spiele und schoss 5 Tore. Nachdem er 2017/2018 das erste Saisontor schoss, konnte er seinen Vertrag um ein weiteres Jahr verlängern.  In der Saison zog er sich jedoch eine Schulterverletzung zu und fiel lange Zeit aus. Jedoch konnte er noch einmal verlängern. Nach der Saison 2018/19 verließ Mendy den 1. FC Saarbrücken.

### Rückkehr nach Frankreich
Seit dem 1. Juli 2019 spielt er für den französischen Sarreguemines FC.